# Färöischer Fußballpokal 2007
Der Färöische Fußballpokal 2007, ebenfalls bekannt als Løgmanssteypið 2007, fand zwischen dem 10. März und 15. August 2007 statt und wurde zum 53. Mal ausgespielt. Im Endspiel, welches im Gundadalur-Stadion in Tórshavn auf Kunstrasen ausgetragen wurde, siegte EB/Streymur mit 4:3 gegen HB Tórshavn und konnte den Pokal somit zum ersten Mal gewinnen. Zudem nahm EB/Streymur dadurch an der 1. Qualifikationsrunde zum UEFA-Pokal 2008/09 teil.
EB/Streymur und HB Tórshavn belegten in der Meisterschaft die Plätze zwei und vier. Mit ÍF Fuglafjørður und TB Tvøroyri erreichten zwei Zweitligisten das Viertelfinale. Titelverteidiger B36 Tórshavn schied hingegen in der 2. Runde aus.

## Teilnehmer
Teilnahmeberechtigt waren alle 20 A-Mannschaften der vier färöischen Ligen. Im Einzelnen waren dies:
| Formuladeildin                                                                                             | 1. Deild                                                                     | 2. Deild                  | 3. Deild             |
| AB Argir B36 Tórshavn B71 Sandur EB/Streymur GÍ Gøta HB Tórshavn KÍ Klaksvík NSÍ Runavík Skála ÍF VB/Sumba | B68 Toftir FS Vágar 2004 ÍF Fuglafjørður LÍF Leirvík SÍ Sørvágur TB Tvøroyri | Fram Tórshavn MB Miðvágur | NÍF Nólsoy Undrið FF |

## Modus
Sämtliche Erstligisten sowie zwei ausgeloste Zweitligisten waren für die 2. Runde gesetzt. Die verbliebenen Mannschaften spielten in einer Runde die restlichen vier Teilnehmer aus. Alle Runden wurden im K.-o.-System ausgetragen.

## 1. Runde
Die Partien der 1. Runde fanden am 10. und 11. März statt.
|               | Ergebnis             |               |
| ------------- | -------------------- | ------------- |
| FS Vágar 2004 | 8:1 (3:1)            | NÍF Nólsoy    |
| LÍF Leirvík   | 3:0 (0:0)            | Fram Tórshavn |
| TB Tvøroyri   | 2:0 (0:0)            | B68 Toftir    |
| Undrið FF     | 3:2 n. V. (2:2, 1:1) | MB Miðvágur   |

## 2. Runde
Die Partien der 2. Runde fanden zwischen dem 17. März und 25. April statt.
|                 | Ergebnis                |               |
| --------------- | ----------------------- | ------------- |
| B36 Tórshavn    | 01:3 (1:0)              | AB Argir      |
| ÍF Fuglafjørður | 11:1 (6:1)              | Undrið FF     |
| NSÍ Runavík     | 01:2 n. V. (1:1, 0:0)   | HB Tórshavn   |
| Skála ÍF        | 01:0 (1:0)              | FS Vágar 2004 |
| TB Tvøroyri     | 04:0 (1:0)              | SÍ Sørvágur   |
| EB/Streymur     | 04:1 (1:0) 1            | B71 Sandur    |
| LÍF Leirvík     | 01:3 (0:0) 2            | VB/Sumba      |
| GÍ Gøta         | 01:4 n. V. (1:1, 1:0) 3 | KÍ Klaksvík   |

## Viertelfinale
Die Viertelfinalpartien fanden am 17. Mai statt.
|             | Ergebnis                         |                 |
| ----------- | -------------------------------- | --------------- |
| EB/Streymur | 4:4 n. V. (3:3, 3:1) (5:4 i. E.) | ÍF Fuglafjørður |
| HB Tórshavn | 4:0 (3:0)                        | AB Argir        |
| KÍ Klaksvík | 0:0 n. V. (5:6 i. E.)            | Skála ÍF        |
| VB/Sumba    | 3:1 (0:0)                        | TB Tvøroyri     |

## Halbfinale
Die Hinspiele im Halbfinale fanden am 13. Juni statt, die Rückspiele am 11. Juli.
|             | Gesamt |             | Hinspiel  | Rückspiel |
| ----------- | ------ | ----------- | --------- | --------- |
| HB Tórshavn | 4:1    | VB/Sumba    | 3:1 (0:1) | 1:0 (0:0) |
| Skála ÍF    | 0:3    | EB/Streymur | 0:2 (0:0) | 0:1 (0:0) |

## Finale
| Paarung        | EB/Streymur – HB Tórshavn |
| Ergebnis       | 4:3 (3:0) |
| Datum          | 15. August 2007 |
| Stadion        | Gundadalur, Tórshavn |
| Schiedsrichter | Eiler Rasmussen (Skáli) |
| Tore           | 1:0 Sorin Anghel (3., Elfmeter) 2:0 Hans Pauli Samuelsen (6.) 3:0 Arnbjørn T. Hansen (21.) 3:1 Páll Mohr Joensen (77.) 4:1 Károly Potemkin (80.) 4:2 Rógvi Jacobsen (81.) 4:3 Vagnur M. Mortensen (85.) |
| EB/Streymur    | René Tórgarð – John Heri Dam, Egil á Bø , Símun Eliasen – Ronnie Samuelsen (71. Gert Aage Hansen), Hans Pauli Samuelsen, Marni Djurhuus, Hanus Eliasen, Bárður Olsen – Sorin Anghel (86. Rafal Kwiecinski), Arnbjørn T. Hansen (25. Károly Potemkin) Cheftrainer: Piotr Krakowski ( Polen)                                    |
| HB Tórshavn    | Tróndur Vatnhamar – Mortan úr Hørg (30. Vagnur M. Mortensen/Páll Mohr Joensen), Hans á Lag, Rasmus Nolsøe (30. Vagnur M. Mortensen/Páll Mohr Joensen), Poul Thomas Dam – Kári Nielsen, Rókur Jespersen, Milan Kuljić (65. Ólavur í Ólavsstovu), Jákup á Borg , Rógvi Jacobsen – Andrew av Fløtum Cheftrainer: Albert Ellefsen |
| Gelbe Karten   | John Heri Dam, Ronnie Samuelsen, Hanus Eliasen – Páll Mohr Joensen, Ólavur í Ólavsstovu |

## Torschützenliste
Bei gleicher Anzahl von Treffern sind die Spieler nach dem Nachnamen alphabetisch geordnet.
| Platz | Spieler               | Verein          | Tore |
| ----- | --------------------- | --------------- | ---- |
| 1     | Sjúrður Ellefsen      | FS Vágar 2004   | 04   |
| 1     | Vincent Jacobsen      | ÍF Fuglafjørður | 04   |
| 1     | Atli Petersen         | ÍF Fuglafjørður | 04   |
| 1     | Ronnie Samuelsen      | EB/Streymur     | 04   |
| 5     | Hanus Eliasen         | EB/Streymur     | 03   |
| 5     | Birgir Jørgensen      | VB/Sumba        | 03   |
| 5     | Kaj Roest             | TB Tvøroyri     | 03   |
| 5     | Leivur Simonsen       | Undrið FF       | 03   |
| 9     | Tór-Ingar Akselsen    | HB Tórshavn     | 02   |
| 9     | Sorin Anghel          | EB/Streymur     | 02   |
| 9     | Rógvi Jacobsen        | HB Tórshavn     | 02   |
| 9     | Milan Kuljić          | HB Tórshavn     | 02   |
| 9     | Ólavur í Ólavsstovu   | HB Tórshavn     | 02   |
| 9     | Hans Pauli Samuelsen  | EB/Streymur     | 02   |
| 9     | Elvan Taser           | ÍF Fuglafjørður | 02   |
| 9     | Sølvi Vatnhamar       | LÍF Leirvík     | 02   |
| 9     | Høgni J. Zachariassen | ÍF Fuglafjørður | 02   |